# 1,2,2,2-四氟乙基七氟丙基醚
1,2,2,2-四氟乙基七氟丙基醚是一种有机化合物，化学式为C5HF11O，为无色液体。它可以全氟-2-丙氧基丙酰氟为原料，转化为相应的羧酸（FRD-903）后，热分解得到。它不能和五氟化锑形成含碳正离子的盐。